# BMW P60B40
Il BMW P60B40 è motore a combustione interna ciclo Otto con frazionamento a 8 cilindri disposti a V prodotto nel 2001 al 2005 dalla casa automobilistica tedesca BMW per l'impiego nel campionato ALMS.

## Caratteristiche
Il P60B40 è stato realizzato per essere montato sulla BMW E46 M3 GTR. La BMW M3 GTR ha gareggiato nella classe GT2 dell'American Le Mans Series nel 2001, vincendolo. 

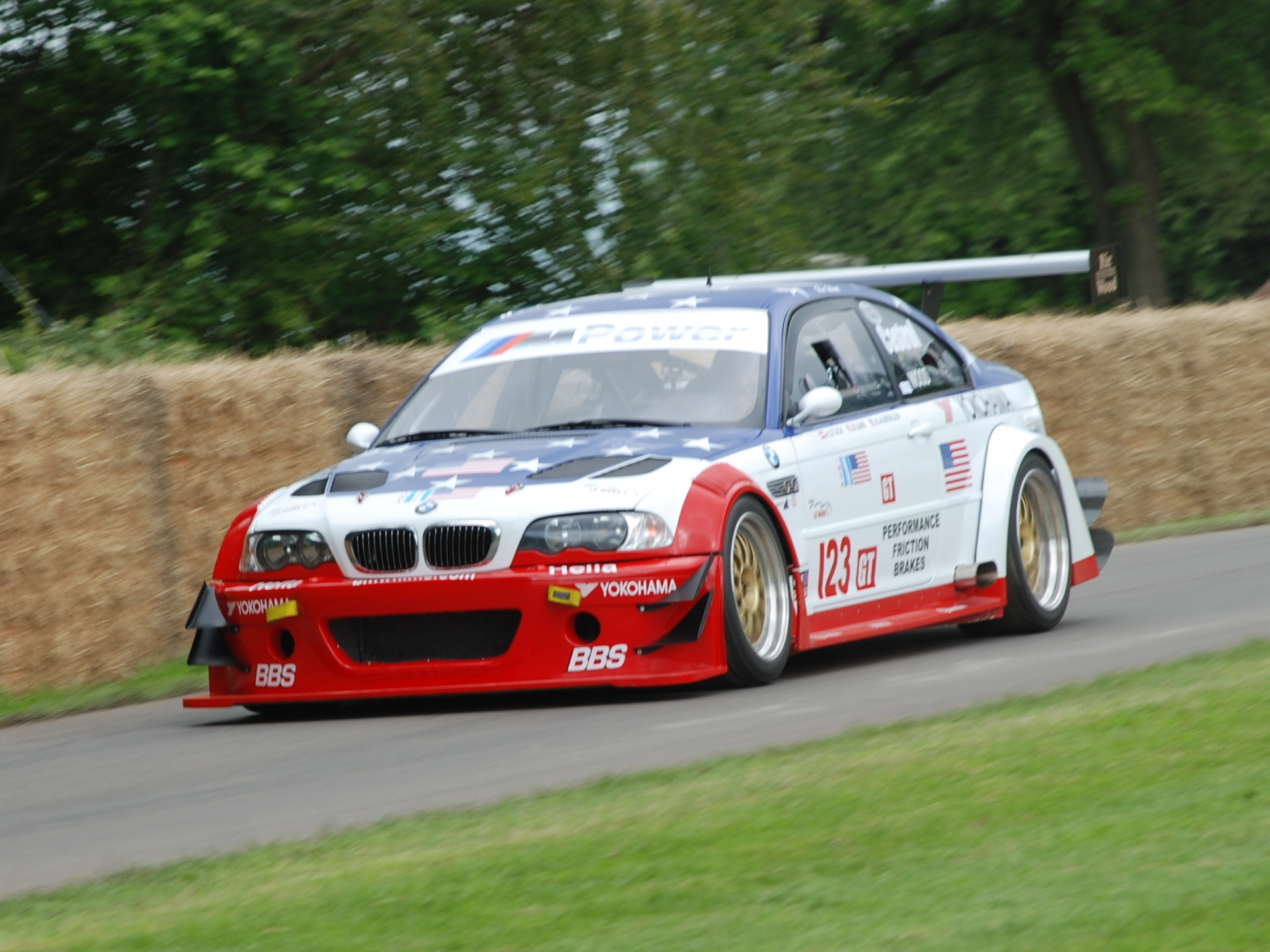
BMW M3 GTR

Il motore è un V8 con testata e monoblocco in alluminio e lubrificazione a carter secco, montato in posizione anteriore-longitudinalmente con una potenza di 331 kW/ 450 CV a 7 500 giri/min e una coppia di 480 Nm disponibile a 5.500 giri/min. L'albero a gomito è piano ed è montato su 5 cuscinetti principali. L'ordine di accensione dei cilindri è 1-8-3-6-4-5-2-7.
La vettura aveva suscitato delle polemiche all'interno dell'ambiente motoristico e aveva fatto sollevare dei dubbi circa la sua regolarità, perché la vettura era un prototipo in quanto una versione stradale non era disponibile per l'acquisto, come invece richiedeva il regolamento. A seguito dei reclami, i regolamenti furono modificati per la 24 ore di Le Mans del 2001 (e per l'American Le Mans Series), affermando che un'auto doveva essere prodotta in circa 10 esemplari e in vendita in due continenti entro dodici mesi dall'emissione delle regole. La BMW per tale ragione realizzò la M3 GTR RoadVersion. Nella stagione 2002 della ALMS i regolamenti cambiarono nuovamente, le vetture vendute al pubblico dovevano essere 100 e la casa automobilistica doveva costruire 1000 motori. Visti i costi assai esosi del motore P60B40, la BMW si ritirò dal campionato, continuando a correre nelle competizioni europee.

### M3 GTR Road Version
Affinché la M3 GTR da competizione potesse gareggiare nella American Le Mans Series, la BMW produsse al costo di 470mila dollari 6 esemplari omologati ad uso stradale della M3 GTR nel 2001. Come per la versione da gara, la versione stradale era alimentata da il motore BMW P60B40 da 4,0 litri V8, che per rientrare nelle normative Euro 3 ha una potenza ridotta a 350 CV.